# Spezifischer Speicherkoeffizient
Der spezifische Speicherkoeffizient ist in der Hydrogeologie eine Kenngröße des Untergrundes und gibt an, wie viel Wasser der Boden aufnehmen beziehungsweise abgeben kann.

## Definition
Nach DIN 4049-3 ist der spezifische Speicherkoeffizient {\displaystyle S_{\text{sp}}} das Verhältnis von freiwerdendem (oder aufgenommenem) Wasservolumen zum Gesamtvolumen bei Änderung der Standrohrspiegelhöhe um einen Meter.
Es ist also
{\displaystyle S_{\text{sp}}={\frac {\Delta V_{w}}{V_{\text{ges}}\cdot \Delta h}}}.
Hierbei ist
- {\displaystyle S_{\text{sp}}} der spezifische Speicherkoeffizient in {\displaystyle \mathrm {m} ^{-1}}
- {\displaystyle \Delta V_{w}} die Änderung des Wasservolumens in Kubikmeter ({\displaystyle \mathrm {m} ^{3}})
- {\displaystyle V_{\text{ges}}} das Gesamtvolumen in Kubikmeter
- {\displaystyle \Delta h} die Änderung der Standrohrspiegelhöhe in Metern

## Beispiel
Gegeben ist eine wassergesättigte, zylinderförmige Probe mit einem Durchmesser von 10 cm und einer Höhe von 30 cm. Lässt man die Probe abtropfen, so verliert sie 0,3 Liter Wasser. Das Volumen der Probe berechnet sich zu aufgrund der Zylindergeometrie zu
{\displaystyle V_{\text{ges}}=\pi \cdot r^{2}\cdot h\approx 2{,}36\cdot 10^{-3}\ \mathrm {m} ^{3}}
mit {\displaystyle r=0{,}05\,\mathrm {m} } und {\displaystyle h=0{,}3\,\mathrm {m} }. Freiwerdendes Wasservolumen ist
{\displaystyle \Delta V_{w}=0{,}3\ \mathrm {l} =3\cdot 10^{-4}\ \mathrm {m} ^{3}}.
Da die Probe entwässert wird entspricht dies dem Absinken der Standrohrspiegelhöhe unter die Höhe der Probenunterkante und somit einer Änderung der Standrohrspiegelhöhe von
{\displaystyle \Delta h=0{,}3\ \mathrm {m} }.
Somit errechnet sich der spezifische Speicherkoeffizient zu
{\displaystyle S_{\text{sp}}\approx {\frac {3\cdot 10^{-4}\ \mathrm {m} ^{3}}{2{,}36\cdot 10^{-3}\ \mathrm {m} ^{3}\cdot 0{,}3\ \mathrm {m} }}\approx 0{,}424\ \mathrm {m} ^{-1}}

## Bestimmung bei unterschiedlichen Grundwasserverhältnissen

### Gespanntes Grundwasser
Bei gespanntem Grundwasser bestimmt sich der Speicherkoeffizient zu
{\displaystyle S_{\text{sp}}=\rho _{w}\cdot g\left(\chi _{\text{m}}+n_{p}\cdot \chi _{w}\right)}
Hierbei ist
- {\displaystyle \rho _{w}} die Dichte des Wassers in Kilogramm pro Kubikmeter (ca. {\displaystyle 1000\ \mathrm {kg} /\mathrm {m} ^{3}})
- {\displaystyle g} die Gravitationsbeschleunigung in Meter pro Sekunde im Quadrat (ca. {\displaystyle 9{,}81\ \mathrm {m} /\mathrm {s} ^{2}})
- {\displaystyle \chi _{\text{m}}} die Kompressibilität des porösen Mediums in Quadratmeter pro Newton
- {\displaystyle n_{p}} der dimensionslose Porenanteil
- {\displaystyle \chi _{w}} die Kompressibilität des Wassers in Quadratmeter pro Newton

### Freies Grundwasser
Bei freiem Grundwasser bestimmt sich der Speicherkoeffizient zu
{\displaystyle S_{\text{sp}}=\rho _{w}\cdot g\left((1-n_{p})\chi _{\text{m}}+n_{p}\cdot \chi _{w}\right)}
Hierbei ist
- {\displaystyle \rho _{w}} die Dichte des Wassers in Kilogramm pro Kubikmeter (ca. {\displaystyle 1000\ \mathrm {kg} /\mathrm {m} ^{3}})
- {\displaystyle g} die Fallbeschleunigung in Meter pro Sekunde im Quadrat (ca. {\displaystyle 9{,}81\ \mathrm {m} /\mathrm {s} ^{2}})
- {\displaystyle \chi _{\text{m}}} die Kompressibilität des porösen Mediums in Quadratmeter pro Newton
- {\displaystyle n_{p}} der dimensionslose Porenanteil
- {\displaystyle \chi _{w}} die Kompressibilität des Wassers in Quadratmeter pro Newton